# Pristimantis carvalhoi
Pristimantis carvalhoi är en groddjursart som först beskrevs av Lutz in Lutz och Cecil Boden Kloss 1952.  Pristimantis carvalhoi ingår i släktet Pristimantis och familjen Strabomantidae. IUCN kategoriserar arten globalt som livskraftig. Inga underarter finns listade i Catalogue of Life.